# Circonscription d'Angleterre de l'Est
Angleterre de l'Est est une circonscription du Parlement européen. Elle disparaît en 2020 à la suite du retrait du Royaume-Uni de l'Union européenne (Brexit).

## Frontières
La circonscription correspond à la région de l'Angleterre de l'Est du Royaume-Uni, qui comprend les comtés de cérémonie du Bedfordshire, Cambridgeshire, Essex, Hertfordshire, Norfolk et Suffolk.

## Histoire
La circonscription a été formée à la suite de la European Parliamentary Elections Act 1999, le remplacement d'un certain nombre de circonscriptions uninominales. C'étaient Cambridgeshire, Essex North and Suffolk South, Essex South, Essex West and Hertfordshire East, Hertfordshire, Norfolk, Suffolk and South West Norfolk, ainsi que des parties du Bedfordshire and Milton Keynes.
| MEPs pour les anciens circonscriptions d'Angleterre de l'Est, 1979 – 1999                                | MEPs pour les anciens circonscriptions d'Angleterre de l'Est, 1979 – 1999 | MEPs pour les anciens circonscriptions d'Angleterre de l'Est, 1979 – 1999 | MEPs pour les anciens circonscriptions d'Angleterre de l'Est, 1979 – 1999 | MEPs pour les anciens circonscriptions d'Angleterre de l'Est, 1979 – 1999 | MEPs pour les anciens circonscriptions d'Angleterre de l'Est, 1979 – 1999 | MEPs pour les anciens circonscriptions d'Angleterre de l'Est, 1979 – 1999 | MEPs pour les anciens circonscriptions d'Angleterre de l'Est, 1979 – 1999 | MEPs pour les anciens circonscriptions d'Angleterre de l'Est, 1979 – 1999 | MEPs pour les anciens circonscriptions d'Angleterre de l'Est, 1979 – 1999 |
| Election                                                                                                 |                                                                           | 1979 – 1984                                                               |                                                                           | 1984 – 1989                                                               |                                                                           | 1989 – 1994                                                               |                                                                           | 1994 – 1999                                                               |                                                                           |
| --- | ------------------------------------------------------------------------- | ------------------------------------------------------------------------- | ------------------------------------------------------------------------- | ------------------------------------------------------------------------- | ------------------------------------------------------------------------- | ------------------------------------------------------------------------- | ------------------------------------------------------------------------- | ------------------------------------------------------------------------- | ------------------------------------------------------------------------- |
| Cambridgeshire (1979 – 1984) Cambridge and Bedfordshire North (1984 – 1994) Cambridgeshire (1994 – 1999) |                                                                           | Fred Catherwood Conservateur                                              | Fred Catherwood Conservateur                                              | Fred Catherwood Conservateur                                              | Fred Catherwood Conservateur                                              | Fred Catherwood Conservateur                                              |                                                                           | Robert Sturdy Conservateur                                                |                                                                           |
| Essex North East (1979 – 1994) Essex North and Suffolk South (1994 – 1999)                               |                                                                           | David Curry Conservateur                                                  | David Curry Conservateur                                                  | David Curry Conservateur                                                  |                                                                           | Anne McIntosh Conservateur                                                | Anne McIntosh Conservateur                                                | Anne McIntosh Conservateur                                                |                                                                           |
| Bedfordshire (1979 – 1984) Bedfordshire South (1984 – 1994) Bedfordshire and Milton Keynes (1994 – 1999) |                                                                           | Peter Beazley Conservateur                                                | Peter Beazley Conservateur                                                | Peter Beazley Conservateur                                                | Peter Beazley Conservateur                                                | Peter Beazley Conservateur                                                |                                                                           | Eryl McNally Travailliste                                                 |                                                                           |
| Essex South West (1979 – 1994) Essex West and Hertfordshire East (1994 – 1999)                           |                                                                           | Dr Alexander Sherlock Conservateur                                        | Dr Alexander Sherlock Conservateur                                        | Dr Alexander Sherlock Conservateur                                        |                                                                           | Patricia Rawlings Conservateur                                            |                                                                           | Hugh Kerr Travailliste (1994 – 1997) Scottish Socialist (1997 – 1999)     |                                                                           |
| Hertfordshire (1979 – 1999)                                                                              |                                                                           | Derek Prag Conservateur                                                   | Derek Prag Conservateur                                                   | Derek Prag Conservateur                                                   | Derek Prag Conservateur                                                   | Derek Prag Conservateur                                                   |                                                                           | Peter Truscott Travailliste                                               |                                                                           |
| Norfolk (1979 – 1999)                                                                                    |                                                                           | Paul Howell Conservateur                                                  | Paul Howell Conservateur                                                  | Paul Howell Conservateur                                                  | Paul Howell Conservateur                                                  | Paul Howell Conservateur                                                  |                                                                           | Clive Needle Travailliste                                                 |                                                                           |
| Suffolk (1979 – 1994) Suffolk and South West Norfolk (1994 – 1999)                                       |                                                                           | Amédée Turner Conservateur                                                | Amédée Turner Conservateur                                                | Amédée Turner Conservateur                                                | Amédée Turner Conservateur                                                | Amédée Turner Conservateur                                                |                                                                           | David Thomas Travailliste                                                 |                                                                           |
| Essex South (1994 – 1999)                                                                                | Siège non établi                                                          | Siège non établi                                                          | Siège non établi                                                          | Siège non établi                                                          | Siège non établi                                                          | Siège non établi                                                          |                                                                           | Richard Howitt Travailliste                                               |                                                                           |

## Nouveaux membres
| MEPs pour Angleterre de l'Est à partir de 1999 | MEPs pour Angleterre de l'Est à partir de 1999 | MEPs pour Angleterre de l'Est à partir de 1999 | MEPs pour Angleterre de l'Est à partir de 1999 | MEPs pour Angleterre de l'Est à partir de 1999 | MEPs pour Angleterre de l'Est à partir de 1999 | MEPs pour Angleterre de l'Est à partir de 1999                 | MEPs pour Angleterre de l'Est à partir de 1999                 | MEPs pour Angleterre de l'Est à partir de 1999                              | MEPs pour Angleterre de l'Est à partir de 1999                              | MEPs pour Angleterre de l'Est à partir de 1999                              | MEPs pour Angleterre de l'Est à partir de 1999                              | MEPs pour Angleterre de l'Est à partir de 1999 | MEPs pour Angleterre de l'Est à partir de 1999 | MEPs pour Angleterre de l'Est à partir de 1999 |
| ---------------------------------------------- | ---------------------------------------------- | ---------------------------------------------- | ---------------------------------------------- | ---------------------------------------------- | ---------------------------------------------- | -------------------------------------------------------------- | -------------------------------------------------------------- | --------------------------------------------------------------------------- | --------------------------------------------------------------------------- | --------------------------------------------------------------------------- | --------------------------------------------------------------------------- | ---------------------------------------------- | ---------------------------------------------- | ---------------------------------------------- |
| Élection                                       |                                                | 1999 (5e parlement)                            |                                                | 2004 (6e parlement)                            |                                                | 2009 (7e parlement)                                            |                                                                | 2014 (8e parlement)                                                         | 2014 (8e parlement)                                                         | 2014 (8e parlement)                                                         | 2014 (8e parlement)                                                         |                                                | 2019 (9e parlement)                            |                                                |
| MEP Parti                                      |                                                | Geoffrey Van Orden Conservateur                | Geoffrey Van Orden Conservateur                | Geoffrey Van Orden Conservateur                | Geoffrey Van Orden Conservateur                | Geoffrey Van Orden Conservateur                                | Geoffrey Van Orden Conservateur                                | Geoffrey Van Orden Conservateur                                             | Geoffrey Van Orden Conservateur                                             | Geoffrey Van Orden Conservateur                                             | Geoffrey Van Orden Conservateur                                             | Geoffrey Van Orden Conservateur                | Geoffrey Van Orden Conservateur                |                                                |
| MEP Parti                                      |                                                | Christopher Beazley Conservateur               | Christopher Beazley Conservateur               | Christopher Beazley Conservateur               |                                                | Vicky Ford Conservateur (2009–17)                              | Vicky Ford Conservateur (2009–17)                              | Vicky Ford Conservateur (2009–17)                                           | Vicky Ford Conservateur (2009–17)                                           |                                                                             | John Flack Conservateur (2017–2019)                                         |                                                | Barbara Gibson Libéral Démocrate               |                                                |
| MEP Parti                                      |                                                | Bashir Khanbhai Conservateur                   |                                                | Tom Wise UKIP (2004–09) Indépendant (2009)     |                                                | David Campbell Bannerman UKIP (2009–11) Conservateur (2011–19) | David Campbell Bannerman UKIP (2009–11) Conservateur (2011–19) | David Campbell Bannerman UKIP (2009–11) Conservateur (2011–19)              | David Campbell Bannerman UKIP (2009–11) Conservateur (2011–19)              | David Campbell Bannerman UKIP (2009–11) Conservateur (2011–19)              | David Campbell Bannerman UKIP (2009–11) Conservateur (2011–19)              |                                                | Lucy Nethsingha Libéral Démocrate              |                                                |
| MEP Parti                                      |                                                | Robert Sturdy Conservateur                     | Robert Sturdy Conservateur                     | Robert Sturdy Conservateur                     | Robert Sturdy Conservateur                     | Robert Sturdy Conservateur                                     |                                                                | Patrick O'Flynn UKIP (2014–18) SDP (2018–19)                                | Patrick O'Flynn UKIP (2014–18) SDP (2018–19)                                | Patrick O'Flynn UKIP (2014–18) SDP (2018–19)                                | Patrick O'Flynn UKIP (2014–18) SDP (2018–19)                                |                                                | Richard Tice Brexit Party                      |                                                |
| MEP Parti                                      |                                                | Jeffrey Titford UKIP                           | Jeffrey Titford UKIP                           | Jeffrey Titford UKIP                           |                                                | Stuart Agnew UKIP                                              | Stuart Agnew UKIP                                              | Stuart Agnew UKIP                                                           | Stuart Agnew UKIP                                                           | Stuart Agnew UKIP                                                           | Stuart Agnew UKIP                                                           |                                                | Michael Heaver Brexit Party                    |                                                |
| MEP Parti                                      |                                                | Andrew Duff Libéral Démocrate                  | Andrew Duff Libéral Démocrate                  | Andrew Duff Libéral Démocrate                  | Andrew Duff Libéral Démocrate                  | Andrew Duff Libéral Démocrate                                  |                                                                | Tim Aker UKIP (2014–18) Thurrock Independents (2018–19) Brexit Party (2019) | Tim Aker UKIP (2014–18) Thurrock Independents (2018–19) Brexit Party (2019) | Tim Aker UKIP (2014–18) Thurrock Independents (2018–19) Brexit Party (2019) | Tim Aker UKIP (2014–18) Thurrock Independents (2018–19) Brexit Party (2019) |                                                | June Mummery Brexit Party                      |                                                |
| MEP Parti                                      |                                                | Richard Howitt Travailliste (1999–16)          | Richard Howitt Travailliste (1999–16)          | Richard Howitt Travailliste (1999–16)          | Richard Howitt Travailliste (1999–16)          | Richard Howitt Travailliste (1999–16)                          | Richard Howitt Travailliste (1999–16)                          | Richard Howitt Travailliste (1999–16)                                       | Richard Howitt Travailliste (1999–16)                                       |                                                                             | Alex Mayer Travailliste (2016-2019)                                         |                                                | Catherine Rowett Green Party                   |                                                |
| MEP Parti                                      |                                                | Eryl McNally Travailliste                      | Siège aboli                                    | Siège aboli                                    | Siège aboli                                    | Siège aboli                                                    | Siège aboli                                                    | Siège aboli                                                                 | Siège aboli                                                                 | Siège aboli                                                                 | Siège aboli                                                                 | Siège aboli                                    | Siège aboli                                    | Siège aboli                                    |

| \| \| Clé des Groupe politique du Parlement européen (UK)[4] \| v · d · m \| | \| \| Clé des Groupe politique du Parlement européen (UK)[4] \| v · d · m \| | \| \| Clé des Groupe politique du Parlement européen (UK)[4] \| v · d · m \| | \| \| Clé des Groupe politique du Parlement européen (UK)[4] \| v · d · m \| | \| \| Clé des Groupe politique du Parlement européen (UK)[4] \| v · d · m \| | \| \| Clé des Groupe politique du Parlement européen (UK)[4] \| v · d · m \| | \| \| Clé des Groupe politique du Parlement européen (UK)[4] \| v · d · m \| |
| Parti                                                                        | Parti                                                                        | Parti                                                                        | Parti                                                                        | Faction au Parlement européen                                                | Faction au Parlement européen                                                | Faction au Parlement européen                                                |
| ---------------------------------------------------------------------------- | ---------------------------------------------------------------------------- | ---------------------------------------------------------------------------- | ---------------------------------------------------------------------------- | ---------------------------------------------------------------------------- | ---------------------------------------------------------------------------- | ---------------------------------------------------------------------------- |
|                                                                              | Brexit Party                                                                 | 29                                                                           | 29                                                                           |                                                                              | Non-inscrits                                                                 | 57                                                                           |
|                                                                              | DUP                                                                          | 1                                                                            | 1                                                                            |                                                                              | Non-inscrits                                                                 | 57                                                                           |
|                                                                              | Libéral Démocrate                                                            | 16                                                                           | 17                                                                           |                                                                              | Renew Europe                                                                 | 108                                                                          |
|                                                                              | Alliance                                                                     | 1                                                                            | 17                                                                           |                                                                              | Renew Europe                                                                 | 108                                                                          |
|                                                                              | Green                                                                        | 7                                                                            | 11                                                                           |                                                                              | Groupe des Verts/Alliance libre européenne                                   | 75                                                                           |
|                                                                              | SNP                                                                          | 3                                                                            | 11                                                                           |                                                                              | Groupe des Verts/Alliance libre européenne                                   | 75                                                                           |
|                                                                              | Plaid Cymru                                                                  | 1                                                                            | 11                                                                           |                                                                              | Groupe des Verts/Alliance libre européenne                                   | 75                                                                           |
|                                                                              | Travailliste                                                                 | 10                                                                           | 10                                                                           |                                                                              | Socialistes et Démocrates                                                    | 154                                                                          |
|                                                                              | Conservateur                                                                 | 4                                                                            | 4                                                                            |                                                                              | Conservateurs et réformistes européens                                       | 62                                                                           |
|                                                                              | Sinn Féin                                                                    | 1                                                                            | 1                                                                            |                                                                              | Groupe de la Gauche au Parlement européen                                    | 41                                                                           |
| Total                                                                        | Total                                                                        | 73                                                                           | 73                                                                           | Total                                                                        | Total                                                                        | 750                                                                          |
|                                                                              | Clé des Groupe politique du Parlement européen (UK)                          | v · d · m                                                                    |                                                                              |                                                                              |                                                                              |                                                                              |

## Résultats des élections
Les candidats élus sont indiqués en gras. Entre parenthèses indiquent le nombre de votes par siège

### 2019

Gagnants du vote populaire par circonscription, 2019

| Élections européennes de 2019: East of England (résultats) | Élections européennes de 2019: East of England (résultats) | Élections européennes de 2019: East of England (résultats)                                                        | Élections européennes de 2019: East of England (résultats) | Élections européennes de 2019: East of England (résultats) | Élections européennes de 2019: East of England (résultats) |
| Liste                                                      | Liste                                                      | Candidats | Votes                                                      | %                                                          | ±                                                          |
| ---------------------------------------------------------- | ---------------------------------------------------------- | --- | ---------------------------------------------------------- | ---------------------------------------------------------- | ---------------------------------------------------------- |
|                                                            | Brexit                                                     | Richard Tice (1) Michael Heaver (3) June Mummery (5) Paul Hearn, Priscilla Huby, Sean Lever, Edmund Fordham       | 604,715 (201 391,67)                                       | 37,83                                                      | New                                                        |
|                                                            | Libéral Démocrate                                          | Barbara Gibson (2) Lucy Nethsingha (6) Fionna Tod, Stephen Robinson, Sandy Walkington, Marie Goldman, Jules Ewart | 361,563 (180 751,5)                                        | 22,62                                                      | +15.72                                                     |
|                                                            | Green                                                      | Catherine Rowett (4) Rupert Read, Martin Schmierer, Fiona Radic, Paul Jeater, Pallavi Devulapalli, Jeremy Caddick | 202,460                                                    | 12,67                                                      | +4.17                                                      |
|                                                            | Conservateur                                               | Geoffrey Van Orden (7) John Flack, Joe Rich, Thomas McLaren, Joel Charles, Wazz Mughal, Thomas Smith              | 163,830                                                    | 10,25                                                      | -18.15                                                     |
|                                                            | Travailliste                                               | Alex Mayer, Chris Vince, Sharon Taylor, Alvin Shum, Anna Smith, Adam Scott, Javeria Hussain                       | 139,490                                                    | 8,73                                                       | -8.57                                                      |
|                                                            | Change UK                                                  | Emma Taylor, Neil Carmichael, Bhavna Joshi, Michelle de Vries, Amanda Gummer, Thomas Graham, Roger Casale         | 58,274                                                     | 3,65                                                       | Nouveau                                                    |
|                                                            | UKIP                                                       | Stuart Agnew, Paul Oakley, Elizabeth Jones, William Ashpole, Alan Graves, John Wallace, John Whitby               | 54,676                                                     | 3,42                                                       | -31.08                                                     |
|                                                            | Démocrates anglais                                         | Robin Tilbrook, Charles Vickers, Bridget Vickers, Paul Wiffen                                                     | 10,217                                                     | 0,64                                                       | -1.09                                                      |
|                                                            | Indépendant                                                | Attila Csordas | 3,230                                                      | 0,20                                                       | New                                                        |
| Bulletins de vote rejetés                                  | Bulletins de vote rejetés                                  | Bulletins de vote rejetés                                                                                         | 9,589                                                      |                                                            |                                                            |
| Participation                                              | Participation                                              | Participation | 1 603 017                                                  | 36,37                                                      | +0.5                                                       |

### 2014

Gagnants du vote populaire par circonscription, 2014

| Élections européennes de 2014: East of England (résultats) | Élections européennes de 2014: East of England (résultats) | Élections européennes de 2014: East of England (résultats)                                                                                                   | Élections européennes de 2014: East of England (résultats) | Élections européennes de 2014: East of England (résultats) | Élections européennes de 2014: East of England (résultats) |
| Liste                                                      | Liste                                                      | Candidats | Votes                                                      | %                                                          | ±                                                          |
| ---------------------------------------------------------- | ---------------------------------------------------------- | --- | ---------------------------------------------------------- | ---------------------------------------------------------- | ---------------------------------------------------------- |
|                                                            | UKIP                                                       | Patrick O'Flynn, Stuart Agnew, Tim Aker Michael Heaver, Mick McGough, Andy Monk, Mark Hughes,                                                                | 542,812 (180,937)                                          | 34,5                                                       | +14.9                                                      |
|                                                            | Conservateur                                               | Vicky Ford, Geoffrey van Orden, David Campbell Bannerman John Flack, Tom Hunt, Margaret Simons, Jonathan Collett,                                            | 446,569 (148,856)                                          | 28,4                                                       | −2.8                                                       |
|                                                            | Travailliste                                               | Richard Howitt Alex Mayer, Sandy Martin, Bhavna Joshi, Paul Bishop, Jane Basham, Chris Ostrowski,                                                            | 271,601                                                    | 17,3                                                       | +6.8                                                       |
|                                                            | Green                                                      | Rupert Read, Mark Ereira-Guyer, Jill Mills, Ash Haynes, Marc Scheimann, Robert Lindsay, Fiona Radic ,                                                        | 133,331                                                    | 8,5                                                        | −0.3                                                       |
|                                                            | Libéral Démocrate                                          | Andrew Duff, Josephine Hayes, Belinda Brooks-Gordon, Stephen Robinson, Michael Green, Linda Jack, Hugh Annand ,                                              | 108,010                                                    | 6,9                                                        | −6.9                                                       |
|                                                            | Independence from Europe                                   | Paul Kevin Wiffen, Karl Berresford Davies, Raymond Charles Mitchell Spalding, Edmond Max Rosenthal, Rupert Smith, Dennis James Wiffen, Betty Patricia Wiffen | 26,564                                                     | 1,7                                                        | Nouveau                                                    |
|                                                            | Démocrates anglais                                         | Robin Tilbrook, Charles Vickers, Stephen Goldspink, Maria Situmbeko, Bridget Cowan, Don Whitbread, Jeremy Moreton-Moss,                                      | 16,497                                                     | 1,1                                                        | −1.0                                                       |
|                                                            | BNP                                                        | Richard Andrew Perry, Christopher Eric Livingstone, Mark James Burmby, Paul Stephen Hooks, Stephen Leonard Smith, Philip David Howell, Michael Edward Braun, | 12,465                                                     | 0,8                                                        | −5.3                                                       |
|                                                            | Christian Peoples                                          | Carl Shaun Clark, Mark Anthony Clamp, Chris Olley, Stephen John Todd, Jane Elizabeth Clamp, Kirsty Evans, Kevin John Austin                                  | 11,627                                                     | 0,7                                                        | Nouveau                                                    |
|                                                            | NO2EU                                                      | Brian Denny, Frank Jepson, Steve Glennon, Phil Katz, Eleanor Donne, Pete Relph, Ron Rodwell                                                                  | 4,870                                                      | 0,3                                                        | −0.6                                                       |
| Participation                                              | Participation                                              | Participation | 1 574 346                                                  | 35,9                                                       | −1.8                                                       |

### 2009
| Élections européennes de 2009: East of England | Élections européennes de 2009: East of England | Élections européennes de 2009: East of England                                                                                | Élections européennes de 2009: East of England | Élections européennes de 2009: East of England | Élections européennes de 2009: East of England |
| Liste                                          | Liste                                          | Candidats | Votes                                          | %                                              | ±                                              |
| ---------------------------------------------- | ---------------------------------------------- | --- | ---------------------------------------------- | ---------------------------------------------- | ---------------------------------------------- |
|                                                | Conservateur                                   | Geoffrey van Orden, Robert Sturdy, Vicky Ford John Flack, Jonathan Morgan, Claire Strong, Clare Wheelan                       | 500,331 (166,777)                              | 31,2                                           | +0.4                                           |
|                                                | UKIP                                           | David Campbell Bannerman, Stuart Agnew Andrew Smith, Stuart Gulleford, Amy O'Boyle, Mick McGough, Michael Baker, Marion Mason | 313,921 (156,960)                              | 19,6                                           | 0.0                                            |
|                                                | Libéral Démocrate                              | Andrew Duff Linda Jack, Ian Mack, Peter Welch, Earnshaw Palmer, Andrew Houseley, Qurban Hussain                               | 221,235                                        | 13,8                                           | −0.2                                           |
|                                                | Travailliste                                   | Richard Howitt Beth Kelly, Nigel Gardner, Sherma Batson, James Valentine, Kate Curtis, Chris Ostrowski                        | 167,833                                        | 10,5                                           | −5.7                                           |
|                                                | Green                                          | Rupert Read, Peter Lynn, James Abbott, Marc Scheimann, Angela Thomson, Andrew Stringer, Amy Drayson                           | 141,016                                        | 8,8                                            | +3.2                                           |
|                                                | BNP                                            | Eddy Butler, Emma Colgate, Stephen McCole, David Fleming, David Lucas, Mark Fuller, Seamus Dunne                              | 97,013                                         | 6,1                                            | +1.8                                           |
|                                                | UK First                                       | Robin Page, Peter Cole, Charles Lawson, John West, Arthur Baynes                                                              | 38,185                                         | 2,4                                            | Nouveau                                        |
|                                                | Démocrates anglais                             | Robin Tilbrook, Charles Vickers, John Cooper, Raymond Brown, Adrian Key, Nicholas Capp, Patrick Harris                        | 32,211                                         | 2,0                                            | +0.2                                           |
|                                                | Christian                                      | Jeremy Tyrrell, Kim Christofi, John Jackson, Grace Oghenegare, Rev Dr Albert Usikaro, Douglas Suckling, Sally Craig           | 24,646                                         | 1,5                                            | Nouveau                                        |
|                                                | NO2EU                                          | Brian Denny, Frank Jepson, Steve Glennon, Phil Katz, Eleanor Donne, Pete Relph, Ron Rodwell                                   | 13,939                                         | 0,9                                            | Nouveau                                        |
|                                                | Socialiste Travailliste                        | James Dry, Patricia Bowen, Paul Hardman, Martha Page-Harries, Jacob Bowen, Miriam Scale, Andrew Jordan                        | 13,599                                         | 0,8                                            | Nouveau                                        |
|                                                | Animals Count                                  | Jasmijn de Boo, Alexander Bourke, Richard Deboo                                                                               | 13,201                                         | 0,8                                            | Nouveau                                        |
|                                                | Libertas                                       | Andrew Jamieson, Peter Mason, John Dowdale, Carlo de Chair, Henry Burton, John Harmer, Peter Robbins                          | 9,940                                          | 0,6                                            | Nouveau                                        |
|                                                | Indépendant                                    | Peter Rigby | 9,916                                          | 0,6                                            | Nouveau                                        |
|                                                | Jury Team                                      | Andrew Armes, Ian Tyes, Stephen Garton, Jules Sherrington, Andrew Parker, Michael Yates                                       | 6,354                                          | 0,4                                            | Nouveau                                        |
| Participation                                  | Participation                                  | Participation | 1 603 340                                      | 37,7                                           | +1.2                                           |

### 2004
| Élections européennes de 2004: East of England | Élections européennes de 2004: East of England | Élections européennes de 2004: East of England                                                                    | Élections européennes de 2004: East of England | Élections européennes de 2004: East of England | Élections européennes de 2004: East of England |
| Liste                                          | Liste                                          | Candidats | Votes                                          | %                                              | ±                                              |
| ---------------------------------------------- | ---------------------------------------------- | --- | ---------------------------------------------- | ---------------------------------------------- | ---------------------------------------------- |
|                                                | Conservateur                                   | Geoffrey van Orden, Robert Sturdy, Christopher Beazley Jonathan Morgan, Claire Strong, Richard Normington         | 465,526 (155 175,33)                           | 30,8                                           | −11.9                                          |
|                                                | UKIP                                           | Jeffrey Titford, Tom Wise Robin Page, Stuart Agnew, Bryan Smalley, Brian Aylett, Roger Lord                       | 296,160 (148,080)                              | 19,6                                           | +10.7                                          |
|                                                | Travailliste                                   | Richard Howitt Elizabeth Kelly, Clive Needle, Sandra Griffiths, Nigel Gardner, Valerie Liddiard, Mark Wells       | 244,929                                        | 16,2                                           | −8.9                                           |
|                                                | Libéral Démocrate                              | Andrew Duff Christopher White, Anne Pollard, Rosalind Gill, Guillaume McLaughlin, Earnshaw Palmer, Nahid Boethe   | 211,378                                        | 14,0                                           | +2.1                                           |
|                                                | Indépendant                                    | Martin Bell | 93,028                                         | 6,2                                            | Nouveau                                        |
|                                                | Green                                          | Margaret Wright, Adrian Ramsay, James Abbott, Marc Scheimann, Ingo Wagenknecht, Stephen Rackett, Stephen Lawrence | 84,068                                         | 5,6                                            | −0.6                                           |
|                                                | BNP                                            | Matthew Single, Paul Goodchild, Ramon Johns, Bernard Corby, Sidney Chaney, Peter Turpin                           | 65,557                                         | 4,3                                            | +3.4                                           |
|                                                | Démocrates anglais                             | Robert Kay, James Samuels, Adrian Key, Gloria Meredew, Michael Blundell                                           | 26,807                                         | 1,8                                            | Nouveau                                        |
|                                                | Respect                                        | Jim Rogers, Maz Cook, Adrian Clarke, Hasna Matin, Paul Turnbull, Marie Bunting, Timothy Sneller                   | 13,904                                         | 0,9                                            | Nouveau                                        |
|                                                | Indépendant                                    | Jim Naisbitt | 5,137                                          | 0,3                                            | Nouveau                                        |
|                                                | ProLife Alliance                               | Sarah Bell, Thomas Hoey, Beata Klepacka, John Matthews, Michael McBrien, Gregory Tagney, Clare Underwood          | 3,730                                          | 0,3                                            | Nouveau                                        |
| Participation                                  | Participation                                  | Participation | 1 510 224                                      | 36,5                                           | +11.8                                          |

### 1999
| Élections européennes de 1999: East of England | Élections européennes de 1999: East of England | Élections européennes de 1999: East of England                                                                                    | Élections européennes de 1999: East of England | Élections européennes de 1999: East of England | Élections européennes de 1999: East of England |
| Liste                                          | Liste                                          | Candidats | Votes                                          | %                                              | ±                                              |
| ---------------------------------------------- | ---------------------------------------------- | --- | ---------------------------------------------- | ---------------------------------------------- | ---------------------------------------------- |
|                                                | Conservateur                                   | Robert Sturdy, Christopher Beazley, Bashir Khanbhai, Geoffrey van Orden Robert Gordon, Kay Twitchen, Graham Bright, Charles Rose  | 425,091 (106 272,75)                           | 42,7                                           |                                                |
|                                                | Travailliste                                   | Eryl McNally, Richard Howitt Clive Needle, Peter Truscott, David Thomas, Virginia Bucknor, Beth Kelly, Ruth Bagnall               | 250,132 (125,066)                              | 25,1                                           |                                                |
|                                                | Libéral Démocrate                              | Andrew Duff Rosalind Scott, Robert Browne, Lorna Spenceley, Chris White, Charlotte Cane, Paul Burall, Rosalind Gill               | 118,822                                        | 11,9                                           |                                                |
|                                                | UKIP                                           | Jeffrey Titford Bryan Smalley, Brian Lee, Tom Wise, Roger Lord, Charles Lawman, Ashley Banks, William Vinyard                     | 88,452                                         | 8,9                                            |                                                |
|                                                | Green                                          | Margaret Wright, Marc Scheimann, Eleanor Burgess, Malcolm Powell, James Abbott, Jennifer Berry, Angela Thomson, Adrian Holmes     | 61,334                                         | 6,2                                            |                                                |
|                                                | Libéral                                        | Brian Lynch, Michael Wheeler, Raymond Pobgee, Vernon Wilkinson, Adrian Miners, John Tyler, Edgar Davis, Christopher Ash           | 16,861                                         | 1,7                                            |                                                |
|                                                | Pro-Euro Conservateur                          | Paul Howell, Brian Hughes, Jackie Sheppard, Chris Cooke, Marilyn Munn, Mark McCartney, Tim Chisnall, Tim Price                    | 16,340                                         | 1,6                                            |                                                |
|                                                | BNP                                            | David King, Paul Ferguson, John Morse, Ramon Johns, Paul Henderson, Matthew Palmer, John Cope, Thomas Stone                       | 9,356                                          | 0,9                                            |                                                |
|                                                | Socialiste Travailliste                        | Charles De Carteret, Nicola Harau, Paul Lockwood, Stephanie Gardner, Michael Benwell, Mick Rose, Jean Fawcett, Andrew Yates       | 6,143                                          | 0,6                                            |                                                |
|                                                | Natural Law                                    | Patrice Gladwyn, Bryan Parsons, Angela Holland, Peter While, Stephanie Bennell, Alistair Shearer, Ann Keenan, Christopher Edwards | 1,907                                          | 0,2                                            |                                                |
| Participation                                  | Participation                                  | Participation | 994,438                                        | 24,7                                           |                                                |